# Eustephia armifera
Eustephia armifera là một loài thực vật có hoa trong họ Amaryllidaceae. Loài này được J.F.Macbr. mô tả khoa học đầu tiên năm 1931.